# 镇川郡
镇川郡（：／ Jincheon gun */?）是韩国忠清北道的一个郡，位于忠清北道西北部。镇川郡东邻曾坪郡，南邻清州市。面积406km2，总人口60,386人（2006年7月），人口密度150.1/km²。

## 行政区划
镇川郡包含1邑6面，下辖271里，761班。政府驻镇川邑。
- 镇川邑
- 梨月面
- 德山邑
- 草坪面
- 文白面
- 广惠院面
- 栢谷面

## 友好城市
- 首爾城東區
- 首爾江東區
- 美国加利福尼亚州瓦列霍